# Хливиштја
Хливиштја (слч. Hlivištia) насељено је мјесто са административним статусом сеоске општине (слч. obec) у округу Собранце, у Кошичком крају, Словачка Република.

## Становништво
| Година:    | 1994. | 2004.    | 2014.   | 2024.   |
| ---------- | ----- | -------- | ------- | ------- |
| Број људи: | 432   | 376      | 385     | 355     |
| Разлика:   |       | -12,96 % | +2,39 % | -7,79 % |

| Година:    | 2023. | 2024.   |
| ---------- | ----- | ------- |
| Број људи: | 358   | 355     |
| Разлика:   |       | -0,83 % |

Према подацима о броју становника из 2024. године насеље је имало 355 становника.